# Nécropole de la Peschiera
La Nécropole de la Peschiera   est un site  comportant des tombes étrusques remontant à différentes périodes de la civilisation étrusque. Elle est située dans la localité de la Peschiera près de Tuscania, commune située dans l'actuelle province de Viterbe dans le Latium, en Italie centrale.

## Description
La nécropole de la Peschiera a été utilisée du VIIe  au  Ier siècle av. J.-C. et comporte des tombes des périodes orientalisante, archaïque, classique et hellénistique.

## Les tombes
- La Tomba del Dado est la tombe archaïque la plus importante ; elle a été découverte en 1967, et est une reproduction fidèle aussi bien intérieure qu'extérieure d'une maison étrusque du VIe siècle av. J.-C.

- La Tomba Dore a été découverte en 1979 mais elle était déjà profanée. Son nom provient du nom du propriétaire du lieu de la découverte.

La tombe comporte deux chambres donnant sur un couloir. L'une comporte des banquettes elles-mêmes dotées de quatre fosses destinées à accueillir autant de sépultures couvertes de tuiles. La seconde chambre comporte des sarcophages, avec des figures en terre cuite et en nenfro, destinés à des sépultures féminines et masculines.
Les éléments du trousseau funéraire ayant échappé aux tombaroli permettent une datation comprise entre les IIe et Ier siècles av. J.-C. Ils comprennent des bronzes, des céramiques et des verreries dont la qualité permet d'affirmer que les propriétaires des lieux étaient issus d'une classe sociale plutôt aisée.
Le pièces archéologiques retrouvées sont conservées au Museo Archeologico Nazionale di Tuscania.

## Sources
- Voir lien externe